# 隠された宝のたとえ

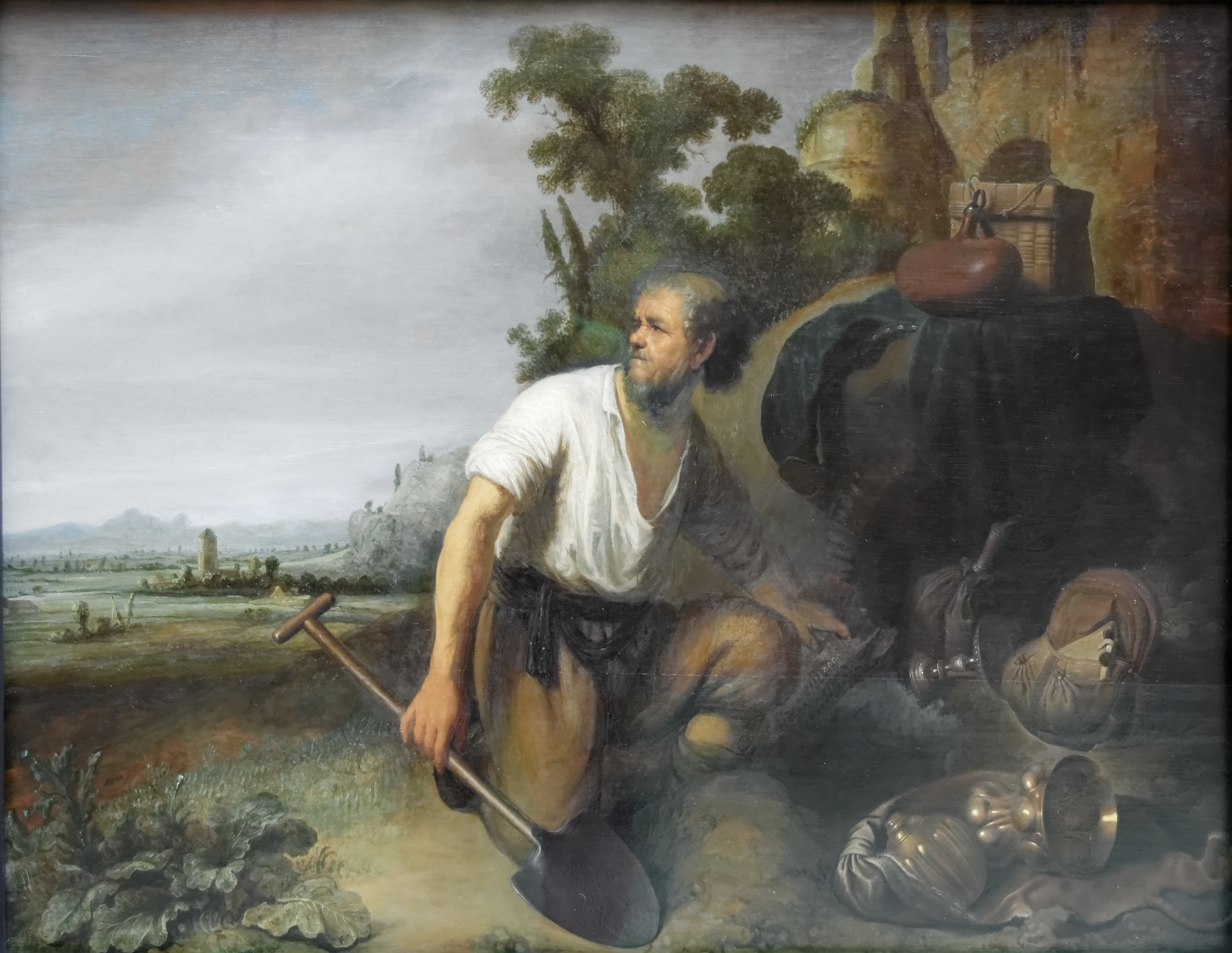
レンブラントによる「隠された宝のたとえ」の絵（1630年頃）

隠された宝のたとえ（かくされたたからのたとえ）は、新約聖書のマタイによる福音書（13:44）に登場する、イエス・キリストが語った有名なたとえ話で、天国の偉大な価値を説明している。これは、同様のテーマを持つ真珠のたとえ話の直前に語られている。このたとえ話は、レンブラントなどの芸術家によって描かれてきた。

## 物語
隠された宝についての短いたとえ話は次のとおりである。
「天国は、畑に隠してある宝のようなものである。ある人がそれを見つけると隠しておき、彼は喜びのあまり、行って持ち物をみな売りはらい、そしてその畑を買うのである。」— マタイ13:44、新約聖書 口語訳
ここでの設定は、誰かが宝物を埋めて後に亡くなったことを前提としている。畑の現在の所有者はその存在を知っていない。発見者、おそらく農場労働者は宝物を受け取る権利があるが、畑を購入しない限り、都合よく取り出すことはできない。農民にとって、そのような宝物の発見は「究極の夢」を表していた。

## 解釈
このたとえ話は天国の偉大な価値を例証するものと解釈されており、真珠のたとえ話と似たテーマを持っている。ジョン・ノーランドは、「発見」に反映された幸運は「特別な特権」と喜びの源を反映しているが、また、たとえ話の男が、見つけたより大きな宝を獲得するために、持っているものすべてを放棄したのと同じように、挑戦も反映していると注釈している。
ジャン・カルヴァンはこのたとえ話についてこう書いている。
これらのたとえ話の最初の二つは、信者に、全世界よりも天の王国を優先し、したがって、自分自身と肉の欲望をすべて否定し、そのような貴重な財産を手に入れるのを妨げるものが何もないようにすることを教えるためのものである。私たちはそのような警告を大いに必要としている。なぜなら、私たちは世の誘惑にあまりにも魅了され、永遠の命が私たちの視野から消え去ってしまうからである。そして、私たちの肉欲の結果、神の霊的な恵みは、私たちがそれにふさわしい評価をされることは決してない。
宝の隠された性質は、天国が「まだすべての人に明らかにされていない」ことを示しているのかもしれない。
しかし、このたとえ話には他の解釈もあり、その場合、宝はイスラエルや教会を表していると考えられている。
聖トマス・アクィナスは『カテナ・アウレア(黄金の鎖)』(Catena)の中で、この一節に関する教父たちのコメントをまとめている。彼らは、畑に隠された宝物のように、福音は無償で与えられ、すべての人に開かれているが、本当に天の富を手に入れるためには、それを買うためにこの世を捨てる覚悟がなければならないと指摘している。また、教父たちは、宝物が隠されている畑は天の学問の訓練であるとしている。
人はこれを見つけると、それを保つために隠す。なぜなら、熱意と天国への愛情は、人間の称賛から守らなければ、悪霊から守るだけでは十分ではないからである。この現世で私たちは祖国につながる戦争の真っ只中にあり、悪霊は盗賊のように私たちの旅を襲うからです。したがって、宝物を公然と持ち歩く者は、途中で略奪しようとされる。私がこう言うとき、隣人が私たちの仕事を見るべきではないという意味ではなく、私たちが行うことで、外部からの称賛を求めてはいけないという意味である。したがって、天国は地上のものに例えられており、心は馴染みのあるものから未知のものへと高まり、知られているときに愛されていることを知ることによって、未知のものを愛することを学ぶことができる。そして、その喜びのあまり、彼は行って自分の持っているものをすべて売り払い、その畑を買った。自分の持つものをすべて売り払って畑を買う者こそ、肉の喜びを捨て、天の戒めを切望して世俗的な欲望をすべて踏みにじる者なのである。
新約聖書学者アドルフ・ユーリヒャー(Adolf Jülicher)は、このたとえ話について、一見すると単純な説明をしている。彼はたとえ話や比喩（拡張された直喩や隠喩）を3つの部分に分け、絵の部分（Bildhälfte）、現実の部分（Sachhälfte）、比較点（tertium comparationis）としている。この場合、絵の部分は隠された宝、現実の部分は神の王国、比較点は王国の計り知れない価値である。
神またはイエスが教会のために行動するマタイ伝の以前のたとえ話を踏まえて、ルーテル派の神学者デイビッド・P・スカー(David P. Scaer)は、畑の宝は人類であり、畑を買うのはキリストであると理解している。したがって、たとえ話の男が畑を買うために持っているものをすべて売り払ったように、キリストは人類を救うために命を捧げるのである。

## 教父の解説

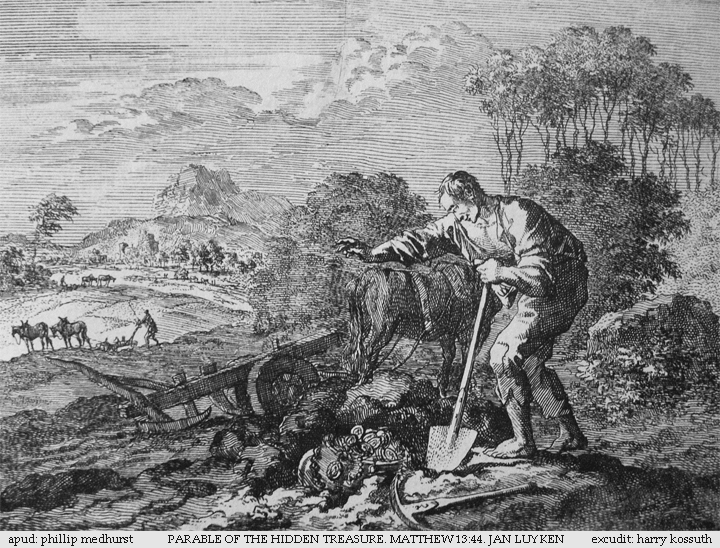
ボウヤー版聖書の挿絵

エイレナイオス
「聖書に隠された宝はキリストである。聖書の真の解説は教会の中にのみ見出される。したがって、聖書を注意深く読む人は、その中にキリストの記述と、新しい召命の予兆を見出すでしょう。なぜなら、キリストは畑に隠された宝物であり、つまりこの世に隠された宝物だからである (「畑はこの世である」)。…。なぜなら、キリストは型とたとえ話によって示されたからである。したがって、キリストの人間性は、予言されていたことが完成する前、つまりキリストの到来が実現する前には理解できなかった。そのため預言者ダニエルは、神からこのように言われた、『多くの人が学び、知識が完成するまで、これらの言葉を封印し、終末の時までこの書物を封印しておけ。そのとき、散らされることが終わると、彼らはこれらすべてのことを知るようになるからである。』」
クリソストモス
「パン種とマスタード種の前述のたとえ話は、全世界を従わせた福音の宣教の力について言及している。その価値と素晴らしさを示すために、彼は真珠と宝物に関するたとえ話をして、こう言っている。『天国は畑に隠された宝物のようなものである。福音の宣教はこの世に隠されている。あなたがたは自分のすべてを売り払わなければ、それを買うことはできない。しかし、喜んでそうすべきである。それゆえ、人は見つけたら、それを隠すのである。』
ポワティエのヒラリウス
「この宝は確かに無償で見つかります。福音の説教はすべての人に開かれていますが、その宝とその畑を利用し所有するには代価が必要です。なぜなら、この世を失わずに天の富を得ることはできないからです。」
ヒエロニムス
「彼がそれを隠すのは、他人に対する嫉妬からではなく、失いたくないものを大切にする人のように、以前の所有物よりも大切にしているものを心の中に隠しているのです。」
グレゴリウス1世
「さもなければ、畑に隠された宝は天国の望みであり、宝が隠されている畑は天国の学問の訓練である。人はこれを見つけると、それを保つために隠す。天国への熱意と愛情は、人間の称賛から守らなければ、悪霊から守るだけでは十分ではない。なぜなら、この現世において、私たちは祖国に通じる道にいるからであり、悪霊は盗賊のように私たちの旅路を襲う。したがって、宝を公然と持ち歩く者は、道中で略奪しようとする。私がこう言うとき、隣人が私たちの働きを見るべきではないという意味ではなく、私たちが行うことで、外部からの称賛を求めるべきではないという意味である。したがって、天国は地上のものにたとえられ、心は慣れ親しんだものから未知のものへと上昇し、知られているときに愛されているとわかるものによって、未知のものを愛することを学ぶ。そして、その喜びのために、彼は行って持ち物をすべて売り払い、その畑を買った。自分の持ち物をすべて売り払って畑を買う者こそ、肉の喜びを捨て、天の戒めを切望して世俗的な欲望をすべて踏みにじる者なのです。」
ヒエロニムス
「あるいは、知恵と知識の宝がすべて隠されている宝（コロサイ2:3）は、キリストの肉体に隠されていると思われる言葉である神、または救い主の知識が蓄えられている聖書のいずれかです。」
アウグスティヌス
「あるいは、彼は教会における二つの遺言について語っており、誰かがその部分的な理解に達すると、そこにどんなに偉大なことが隠されているかに気づき、自分の持っているものをすべて売り払ってそれを買うのです。つまり、一時的なものを軽蔑することで、彼は自分自身に平和を買い取り、神の知識に富むようになるのです。」

## 絵画

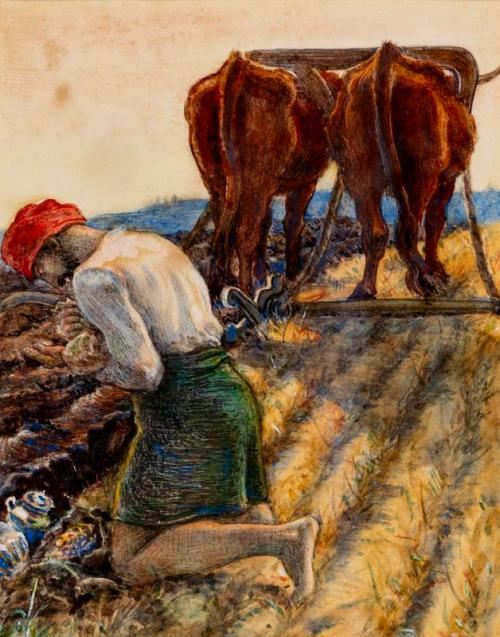
Parable - The Hidden Treasure by John Everett Millais, ca.1860, Aberdeen Art Gallery

新約聖書の寓話を描いた芸術作品は数多くあり、レンブラント・ファン・レイン、ヤン・ルイケン、ジェームズ・ティソ、ジョン・エヴァレット・ミレーの作品などがある。